# Albert Weil
Albert Paul Moïse Weil (ur. 26 grudnia 1880 w Paryżu, zm. 5 grudnia 1945 tamże) – francuski żeglarz, olimpijczyk, zdobywca srebrnego medalu w regatach na letnich igrzyskach olimpijskich w 1920 roku w Antwerpii.
Na Letnich Igrzyskach Olimpijskich 1920 zdobył srebro w żeglarskiej klasie 6,5 metra. Załogę jachtu Rose Pompon tworzyli również Félix Picon i Robert Monier.